# Sistan

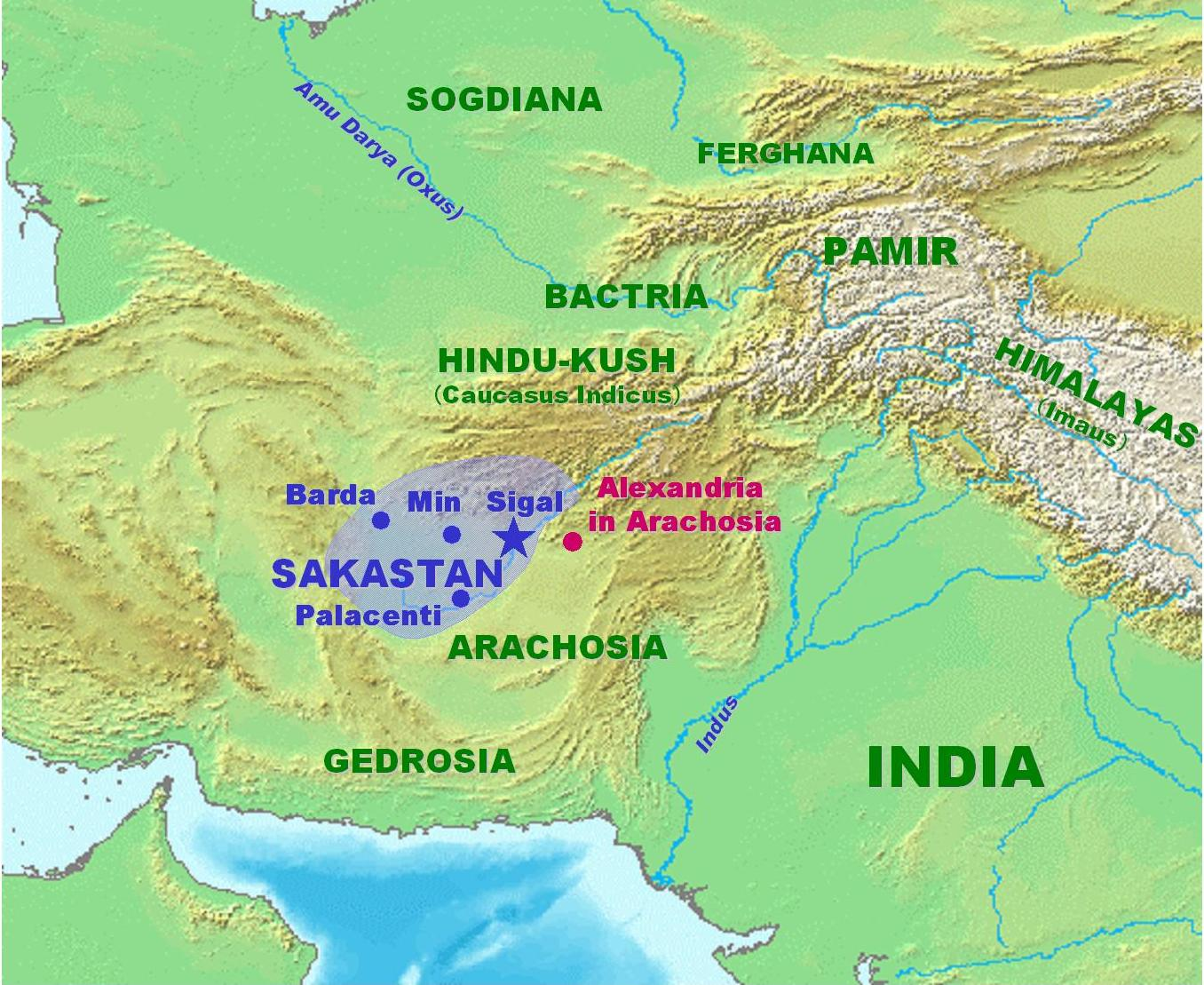
Sistan (Sakastan)

Sistan (Perzisch: سيستان, Sīstān) is een historische regio in het hedendaagse zuidwesten van Afghanistan en het zuidoosten van Iran dat van de 9e tot de 11e eeuw onder het regentschap van de Saffariden stond. De regio maakt nu deel uit van de Iraanse provincies Sistan en Beloetsjistan en de Afghaanse provincies Nimruz en Helmand.

## Etymologie
Sistan ontleent haar naam aan Sakastan ("het land van de Saka"). De Saken waren een Scythische stam die zich vanaf de 2e eeuw v.Chr. uitbreidde naar de regio's van het huidige Afghanistan en de Indusvallei, waar ze zich tegen de 1e eeuw v.Chr. vestigden als de Indo-Scythische dynastie. In de Bundahishn, een zoroastrisch werk geschreven in het Middelperzisch, wordt de provincie Seyansih genoemd. 
De oude Griekse historici noemden het gebied Drangiana, vanaf het midden van de 1e eeuw AD ook wel Zarangai, naar de stad Zaranj. De term Sakastan komt voor op Sassanidische munten uit de 4e eeuw en Zarang vanaf het einde van de 5e eeuw. Na de Arabische verovering van Iran werd de provincie bekend als Sidzjistan (Arabisch سجستان Siǧistān).

## Geschiedenis
Het dorre en winderige klimaat van de regio stond alleen tijdelijke vestiging met landbouw toe, aangezien wandelduinen de bewoners vaak dwongen om nederzettingen weer op te geven. Aangenomen wordt dat de vroege Jiroftcultuur dateert uit het 3e millennium v.Chr. Zoroastrische nederzettingen zijn aangetoond in de periode tussen 1100 en 800 v.Chr., en hellenistische in de 4e en 3e eeuw v.Chr. De vestiging van de Saken volgde in de 1e tot 3e eeuw AD en gaf de regio de naam Sakastan. 
In de Perzische mythologie is het gebied van Sistan het voorouderlijk land van de mythische held Sām, waarschijnlijk grotendeels gelijk aan Nimruz.
De hoogtijdagen van Sistan vielen tussen de 8e en 15e eeuw. Zogenaamde maliks waren de regionale heersers, die zich afwisselend onderwierpen aan de omringende machten of als onderkoningen de macht uitoefenden. 
In het midden van de 7e eeuw, kort na de islamitische verovering van de regio, brak het interne islamitische schisma uit. De Sistaniërs gebruikten dit on in opstand te komen, maar werden onderworpen. De lokale heersers van Sistan brachten in de 9e eeuw de Saffariden-dynastie voort, die zo machtig werd dat ze rond 873 Chorasmië begonnen te veroveren, totdat ze rond 900 werden tegengehouden door de Samaniden. De kalief in Bagdad kende de Samaniden vervolgens de territoria van de Saffariden toe, die tot de 11e eeuw exclusief in Sistan bleven.
De hoofdstad en het centrum van het gebied was de stad Shahr-e Gholghola in het huidige Afghanistan totdat deze in de 13e eeuw door de Mongolen werd verwoest. Andere plaatsen die tegenwoordig alleen als verwoeste steden bestaan, waren Kundar en Ramrod in het huidige Iran, en Tarakun, Saru Tara, Godar-i-Shah, Chigini en Peshawarun in het huidige Afghanistan. 
Landbouw werd mogelijk gemaakt door de aanleg van kanalen met een verbinding met de Helmand, waardoor hier een tuin van Azië zou worden gevormd. Dit veranderde tijdens een periode van zichzelf versnellende achteruitgang. Uitgedroogde kanalen maakten het zand los, en bevorderden de vorming van de stuifduinen die typerend zijn voor de regio. Volgens archeologische vondsten vielen de hoogtijdagen in de regio in de periodes van minder sterke migratiebewegingen. De voormalige nederzettingencentra zijn nu verwoeste steden. 
In 1747 viel Ahmad Shah Durrani Sistan binnen, dat toen deel uitmaakte van Afsharidisch Perzië. Na meer dan honderd jaar onenigheid over het gebied riepen Afghaanse en Perzische heersers in 1872 het Britse Rijk in ter bemiddeling. De Britten konden hiermee hun invloed in de regio uitbreiden. Met het Brits-Afghaanse verdrag van 1905 werd het onherbergzame woestijngebied van Sistan verdeeld tussen het emiraat Afghanistan, Brits-Indië en Kadjaars Perzië, met de huidige grenzen tussen Afghanistan, Pakistan en Iran. 
Tegenwoordig bewonen onder andere de Pathaanse stam der Sakzai (letterlijk "zonen van de Saka") de provincies Farah, Nimruz en Helmand.
- Library of Congress Control Number: sh87001435
- Nationale Bibliotheek van Israël: 987007541572505171